# Oberscheunen

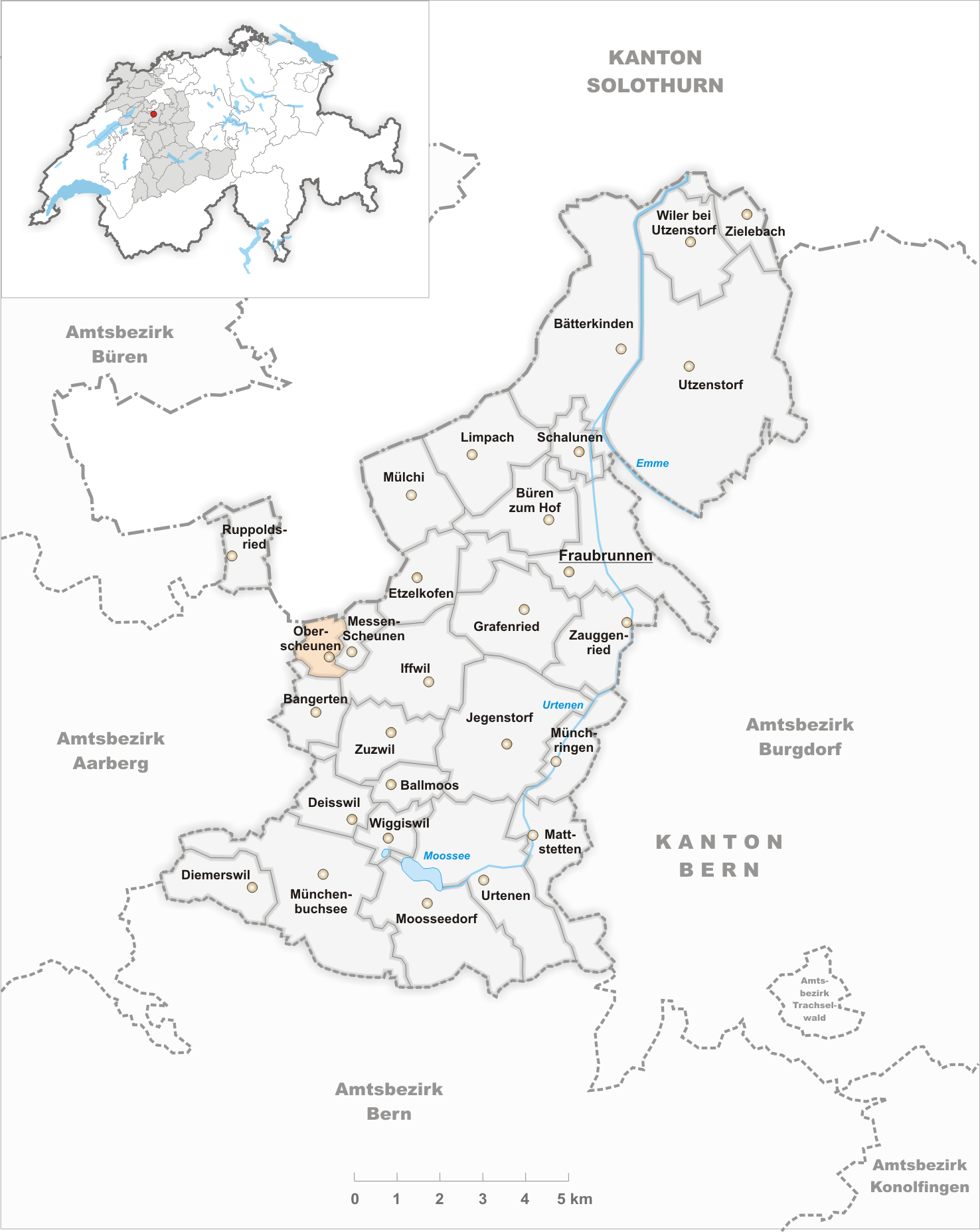
Gemeindestand vor der Fusion am 1. Januar 1912

Oberscheunen ist eine Ortschaft der ehemaligen Gemeinde Scheunen im Verwaltungskreis Bern-Mittelland des Kantons Bern in der Schweiz. Am 1. Januar 1912 wurde die ehemalige Gemeinde zur Gemeinde Scheunen fusioniert, die ihrerseits am 1. Januar mit den Gemeinden Jegenstorf und Münchringen zur Gemeinde Jegenstorf fusionierte.